# Miles Franklin
Miles Franklin (Talbingo (Nueva Gales del Sur), 14 de octubre de 1879-Drummoyne (Nueva Gales del Sur), 19 de septiembre de 1954) fue una escritora australiana, conocida por su novela autobiográfica My Brilliant Career, publicada en 1901.

## Biografía
Franklin nació en Talbingo (Nueva Gales del Sur). Fue la hija mayor de John Maurice y Susannah Margaret Eleanor Franklin.
Su novela más famosa, My Brilliant Career, narra la historia de Sybylla Melvyn, una adolescente feminista, y su transición a la madurez en la zona rural de Nueva Gales del Sur. Franklin escribió la novela cuando todavía era una adolescente. My Brilliant Career fue publicada en 1901 con el apoyo del escritor Henry Lawson. Luego de la publicación, Franklin inició una carrera como enfermera y posteriormente como empleada doméstica en Sídney y Melbourne. Mientras tanto, contribuyó con The Daily Telegraph y The Sydney Morning Herald usando los seudónimos "An Old Bachelor" y "Vernacular". Durante este periodo, escribió My Career Goes Bung, en la cual el personaje Sybylla entra en el círculo literario de Sídney. Sin embargo, el libro no fue publicado hasta 1946.

### Vida en los Estados Unidos y el Reino Unido
En 1906, Franklin se mudó a los Estados Unidos y trabajó como secretaria de Alice Henry en la Women's Trade Union League en Chicago y como coeditora de la revista Life and Labor. Sus experiencias en los Estados Unidos la inspiraron para escribir On Dearborn Street (publicado en 1981). Asimismo, mientras estaba en ese país, escribió Some Everyday Folk and Dawn (1909), el cual narra la historia de una familia en un pequeño pueblo australiano.
En 1915, viajó al Reino Unido y trabajó en el Scottish Women's Hospital en Ostrovo durante la Campaña de Serbia de 1917-1918. Sus experiencias en Inglaterra le sirvieron para escribir Bring the Monkey, una parodia de la novelas británicas de misterio. Sin embargo, el libro fue un fracaso de crítica y de ventas.

### Regreso a Australia
Franklin regresó a Australia en 1932, luego de la muerte de su padre en 1931. Durante los años 1930 escribió varias novelas históricas, la mayoría de las cuales fueron publicadas bajo el seudónimo "Brent of Bin Bin". Sin embargo, su obra maestra, All That Swagger (1936), fue publicada bajo su nombre verdadero. 
Durante su vida, Franklin apoyó activamente la literatura en Australia. En 1933, se unió a la  Fellowship of Australian Writers y en 1935 al PEN Club. Asimismo, motivó a jóvenes escritores como Sumner Locke Elliott y Jean Devanny. También apoyó varias revistas literarias tales como Meanjin y Southerly.
Franklin murió en 1954. En su testamento estableció que su patrimonio se usara para entregar un premio literario anual llamado Miles Franklin Award. El primer ganador fue Patrick White en 1957 con la novela Voss.

## Obras selectas

### Novelas
- On Dearborn Street (1981)
- My Career Goes Bung (1946)
- Pioneers on Parade (1939, junto a Dymphna Cusack)
- All That Swagger (1936)
- Bring the Monkey (1933)
- Old Blastus of Bandicoot (1931)
- Some Everyday Folk and Dawn (1909)
- My Brilliant Career (1901)

### Bajo el seudónimo "Brent of Bin Bin"
- Gentleman at Gyang Gyang (1956)
- Cockatoos (1955)
- Prelude to Waking (1950)
- Back to Bool Bool (1931)
- Ten Creeks Run (1930)
- Up the Country (1928)

### No ficción
- Childhood at Brindabella (1963)
- Laughter, Not for a Cage (1956)
- Joseph Furphy: The Legend of a Man and His Book (1944)